# Bayerische Akademie für Naturschutz und Landschaftspflege

Logo der ANL

Die Bayerische Akademie für Naturschutz und Landschaftspflege (ANL) ist eine vom Freistaat Bayern getragene Bildungs- und Forschungseinrichtung für Naturschutz und Landschaftspflege in Bayern mit Sitz in Laufen im Landkreis Berchtesgadener Land. Geschäftsführer ist Dieter Pasch. Sie beschäftigte im Jahr 2020 25 Mitarbeiter.

## Geschichte
Der Ausgangspunkt für die Einrichtung einer Naturschutzakademie war das erste Europäische Naturschutzjahr 1970. Das Bayerische Naturschutzgesetz (Artikel 47) und die dazugehörende Verordnung reflektierten das in den 1960er- und 1970er-Jahren erstarkte Umweltbewusstsein in Bayern. Das führte unter anderem 1976 zur Gründung der ersten naturschutzfachlichen Akademie in Deutschland, der Bayerischen Akademie für Naturschutz und Landschaftspflege (ANL) in Laufen an der Salzach. Auf Beschluss des Bayerischen Landtages wurde die Akademie im Geschäftsbereich des Bayerischen Staatsministeriums für Umwelt und Verbraucherschutz eingerichtet. Ihr erster Direktor war Wolfgang Zielonkowski. 1986 übernahm die ANL die Ökologische Lehr- und Forschungsstation Straß mit etwa 15 Hektar Fläche.
Nach Zielonkowski übernahm 1992 Christoph Goppel, Sohn des CSU-Politikers Alfons Goppel, die Leitung der Akademie und entwickelte sie zur Institution für Forschung, Lehre und Öffentlichkeitsarbeit weiter. 1994 richtete die ANL die XXI. Weltornithologie-Konferenz in Rosenheim aus. Im Jahr 1999 bezog die ANL ihr jetziges Verwaltungsgebäude in der Seethalerstraße. Die im Jahr 2000 novellierte Verordnung erweiterte die Aufgaben der ANL auf die Ausbildung der Bayerischen Naturschutzwacht, der Zertifizierten Natur- und Landschaftsführer (ZNL) und Geprüften Natur- und Landschaftspfleger (GNL). 2001 wurde das renovierte ehemalige Kapuzinerkloster in Laufen als Bildungszentrum und Gästehaus „Kapuzinerhof“ der Akademie eröffnet. Seit 2008 ist die ANL Referenz-Akademie der TUM bei der Lehrerausbildung.
Die ANL wird seit 2. April 2014 von Dieter Pasch geleitet.

## Forschung und Didaktik
Die Akademie veranstaltet Lehrgänge, Fachtagungen, Symposien, Praktika, aber auch Workshops und Exkursionen. Veranstaltungen werden seit September 2001 vor allem im Bildungszentrum „Kapuzinerhof“ der ANL in Laufen angeboten. Ein bedeutender Bestandteil des Bildungsangebots der Akademie sind die mehrtägigen Ausbildungen von Biberberatern, Fledermausberatern, Natur- und Landschaftsführern, als auch von Naturschutzwächtern. Naturschutzwächter unterstützen nach ihrer Ausbildung die Unteren Naturschutzbehörden der bayerischen Landkreise und kreisfreien Städte bei ihren Naturschutzaufgaben nach Bayerischem Naturschutzgesetz (Art. 49).
Der Forschungsbereich der ANL ist 2014 geprägt durch Projekte zur naturschutzfachlich optimierten Beweidung, einer Erforschung der Geschichte des Naturschutzes in Bayern, der Verbindung von gesellschaftlichen und naturschutzfachlichen Ansprüchen an städtische Lebensräume und der Entwicklung von Managementstrategien für FFH-Arten und -Lebensräume, sowie die Dokumentation verschiedener Artengruppen.
Die ANL ist Herausgeber zahlreicher Publikationen (Broschüren, Faltblätter) und der Zeitschrift ANLiegen Natur. ANLiegen Natur fokussiert auf Beiträge zum Natur- und Artenschutz, zur Landschaftspflege sowie der Umweltbildung.
Darüber hinaus betreibt die ANL die Ökostation Straß, zirka drei Kilometer nordwestlich von Laufen entfernt in Richtung Burghausen (B20). Das Gelände wurde 1988 vom Bayerischen Naturschutzfonds erworben. Seit 1995 wurde die konventionelle Nutzung als Intensivgrünland auf eine düngerfreie Bewirtschaftung bei gleichzeitigem Aussetzen der Grabenräumung umgestellt. Die kleinräumig strukturierte Fläche zeichnet sich durch eine hohe Vielfalt seltener Arten aus. Aus diesem Grunde ist sie Ziel zahlreicher Praktika und Fortbildungen der Akademie, die hier Referenzflächen für artenreiche Grünland-Lebensräume finden.
Von 2002 bis 2004 nahm die Akademie sowohl am Dialogverfahren Natura 2000 – „Internationales Jahr der Berge“, als auch am europäischen Forschungsbericht zum Schmetterling der Gattung Ameisenbläuling (Phengaris, Syn.: Maculinea), dem sogenannten „Maculinea Management (Macman)“ und an Twinningprojekten zum Thema Naturschutzstandards in der Slowakei und in der Türkei teil. Im Jahr 2010 wurde die ANL als erste Akademie weltweit Mitglied bei der International Union for Conservation of Nature and Natural Resources IUCN. Man begann eine Kooperation mit der Universität Salzburg im Forschungsbereich Stadtökologie.
Das von der ANL erarbeitete Lehrmaterialien-Handbuch „Tiere live im Unterricht“ wurde 2010 von den Staatsministern Markus Söder und Ludwig Spaenle in München vorgestellt.